# Marianne Loir

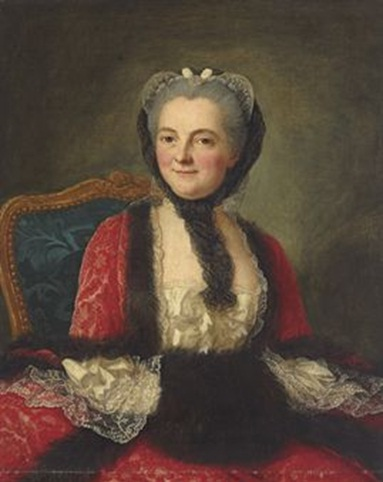
Marianne Loir

Marianne Loir (1705-1783) fou una pintora francesa. Nascuda en una família de platers, es va especialitzar en la realització de retrats. Es creu que va ser educada pel pintor acadèmic Jean-François de Troy. Se li han atribuït amb seguretat deu retrats. En la col·lecció permanent del Museu Nacional de Dones Artistes, a Washington, DC, es conserva el Presumed Portrait of Madame Geoffrin («Suposat retrat de la Sra. Geoffrin»), pintat per Loir.